# Currie Cup First Division 2017
La Currie Cup First Division de 2017 fue la decimoctava edición de la segunda división del rugby provincial de Sudáfrica.
El campeón fue el equipo de Griffons quienes obtuvieron su cuarto campeonato.

## Sistema de disputa
El torneo se disputó en formato liga donde cada equipo se enfrentó a los equipos restantes, luego los mejores cuatro clasificados disputaron semifinales y final.
El mejor clasificado obtiene el derecho de disputar el repechaje frente al último clasificado de la Premier Division.

## Clasificación
| Pos. | Equipo                     | Encuentros | Encuentros | Encuentros | Encuentros | Tantos | Tantos | Tantos | PB | PB | Puntos |
| Pos. | Equipo                     | PJ         | PG         | PE         | PP         | F      | C      | Dif    | BO | BD | Puntos |
| ---- | -------------------------- | ---------- | ---------- | ---------- | ---------- | ------ | ------ | ------ | -- | -- | ------ |
| 1.º  | Griffons                   | 7          | 6          | 0          | 1          | 329    | 227    | +102   | 7  | 0  | 31     |
| 2.º  | Falcons                    | 7          | 5          | 0          | 2          | 240    | 202    | +38    | 5  | 1  | 26     |
| 3.º  | Leopards                   | 7          | 4          | 1          | 2          | 301    | 221    | +80    | 5  | 1  | 24     |
| 4.º  | Boland Cavaliers           | 7          | 4          | 0          | 3          | 238    | 196    | +42    | 7  | 1  | 24     |
| 5.º  | SWD Eagles                 | 7          | 4          | 1          | 2          | 240    | 230    | +10    | 4  | 0  | 22     |
| 6.º  | Border Bulldogs            | 7          | 3          | 0          | 4          | 203    | 249    | −46    | 5  | 2  | 19     |
| 7.º  | Welwitschias               | 7          | 1          | 0          | 6          | 267    | 313    | −46    | 6  | 4  | 14     |
| 8.º  | Eastern Province Elephants | 7          | 0          | 0          | 7          | 174    | 354    | −180   | 5  | 0  | 5      |

|  | Semifinalistas. |

### Semifinales
| 14 de octubre | Falcons | 23 - 26 | Leopards | Bosman Stadium, Brakpan |  |

| 14 de octubre | Griffons | 32 - 21 | Boland Cavaliers | North West Stadium, Welkom |  |

### Final
| 20 de octubre | Griffons | 60 - 36 | Leopards | North West Stadium, Welkom |  |

| Bandera de Sudáfrica |
| Campeón Griffons     |
| Cuarto título        |